# Visionox
Visionox Technology Inc. — китайская компания электронной промышленности, крупный разработчик и производитель OLED-дисплеев. 

## История
Компания Beijing Visionox Technology была основана в 2001 году на базе исследовательского отдела OLED-дисплеев пекинского университета Цинхуа, который, в свою очередь, был создан в 1996 году. В 2012 году была основана дочерняя компания Kunshan Govisionox Optoelectronics (Куньшань), в 2016 году — дочерние компании Yungu Gu'an Technology (Гуань) и Bazhou Yungu Electronic Technology (Бачжоу), в 2018 году — дочерняя компания Hefei Visionox Technology (Хэфэй), в 2019 году — дочерняя компания Guangzhou Govisionox Technology (Гуанчжоу).

## Деятельность
Visionox Technology производит OLED, AMOLED и MicroLED-дисплеи (в том числе гибкие) для смартфонов, умных часов, планшетов, ноутбуков, шлемов виртуальной реальности, систем «умного дома», автомобилей, роботов, промышленных контрольно-измерительных приборов, а также медицинского, спортивного и телекоммуникационного оборудования.
Заводы Visionox Technology расположены в городах Пекин, Ланфан (Хэбэй), Сучжоу (Цзянсу), Хэфэй (Аньхой) и Гуанчжоу (Гуандун). 
Крупнейшими клиентами Visionox являются компании Xiaomi, Huawei, Honor, Oppo, Vivo, ZTE, Nubia Technology, Motorola и FAW Group.
По итогам 2022 года основные продажи Visionox пришлись на OLED-дисплеи (90,9 %). Крупнейшим рынком сбыта был Китай (85,1 %).

## Акционеры
Основными акционерами Visionox Technology являются Ван Вэньсюэ (19,49 %), правительство провинции Аньхой (11,67 %), Kunshan SASAC (9,6 %), Everbright PGIM Fund Management (4,8 %), ABC-CA Fund Management (4,8 %), Golden Eagle Asset Management (4,36 %), SDIC Taikang Trust (0,64 %), The Vanguard Group (0,27 %) и CCB Principal Asset Management (0,17 %).